# ボンドガール (競走馬)
ボンドガール（欧字名:Bond Girl、2021年1月19日 - ）は、日本の競走馬。
馬名の由来は、強く賢く美しい女性たちの呼称。勝ち鞍は新馬戦のみであるものの、2024年の秋華賞をはじめ重賞で2着6回、3着1回の実績がある。

## 戦績

### デビュー前
2021年1月19日、ノーザンファームにて出生。母コーステッドはアメリカの競走馬で、重賞勝利こそないものの、2016年のブリーダーズカップ・ジュヴェナイルフィリーズターフで2着に入着している。2017年秋のキーンランド・ミックスセールにてノーザンファーム代表の吉田勝己が130万ドルで落札、日本に輸入された。2歳上の半兄に共同通信杯勝ち馬のダノンベルーガ（父ハーツクライ）がいる。
2022年セレクトセール1歳馬セッションに上場されると、藤田晋に2億1000万円で落札された。

### 2歳（2023年）
6月4日の牝馬限定2歳新馬戦にダミアン・レーン鞍上でデビュー。2番人気に推されたレースでは、直線で上がり最速33秒0の脚を使い1番人気チェルヴィニアを3/4馬身かわして勝利した。なお2着のチェルヴィニアは後に優駿牝馬、秋華賞の牝馬二冠を制したほか、3着のコラソンビートはダリア賞、京王杯2歳ステークスを勝利、6着のキャットファイトは中山芝1600mの2歳レコードを更新し、アネモネステークスを勝利していることから、「伝説の新馬戦」とも呼ばれているがボンドガールはその後に勝利していない。
続く2戦目は、鞍上に川田将雅を迎えて10月7日のサウジアラビアロイヤルカップに出走。単勝1.4倍と断然の支持を集めたものの、スタートで出負けし、後方からの競馬を強いられゴンバデカーブースから2馬身遅れの2着でゴールインした。
次走は12月10日の阪神ジュベナイルフィリーズを予定していたが、12月5日に放馬した際に右前肢を打撲したため回避し、休養した。

### 3歳（2024年）
休養明け初戦は4月7日の桜花賞を予定していたが、2/3抽選で除外されてしまったため、同週の4月6日に行われたニュージーランドトロフィーに鞍上に武豊を迎えて出走した。1番人気の同馬は、道中は好スタートからハナにでも行けそうなところを抑え好位のインに徹し、直線は内から盛り返すようなしぶとい末脚を発揮したが、ゴール直前で外からやってきたエコロブルームに差され、2着となった。
NHKマイルカップへの優先出走権を確保したため、2戦目はGI初挑戦となる5月5日のHNKマイルカップに出走した。3番人気に指名された同馬は道中好位3番手から内を狙ったが、直線半ばでマスクオールウィンとアスコリピチェーノの内側斜行のあおりを受け後退し、17着に沈んだ。
3戦目は、古馬混合戦初挑戦となる7月28日のクイーンステークスに出走した。鞍上の武豊も11年ぶりの騎乗となる51kgの軽斤量を与えられ、2番人気の支持を集めた。道中は好スタートを切るも控えて後方4番手を追走し、直線では馬群を縫うようにして伸びたが、同じく3歳馬のコガネノソラにアタマ差届かずの2着となった。
4戦目は、9月7日の紫苑ステークスに出走した。馬体重はマイナス10キロであったが、重賞で2着3回の実績が評価されて、単勝3.0倍の1番人気に推された。道中はスタートでやや後手に回ると後方3番手に位置取り、直線ではメンバー最速タイとなる上がり33秒0の末脚を繰り出したものの、直線でややスムーズさを欠いたことに加えてレコード決着となった開幕週の馬場だったため、クリスマスパレードから0.2秒差の3着に終わった。
5戦目は、10月13日の秋華賞に出走した。マイルレース中心の戦績から来る距離不安と、最終追い切りが悪かったため5番人気であったが、道中後方2番手に位置取り、直線では外に持ち出してメンバー最速の上り34秒1の末脚を繰り出し、チェルヴィニアから1馬身3/4差の2着に入った。桜花賞馬ステレンボッシュには半馬身差をつけて先着した。

### 4歳(2025年)
4歳シーズン初戦は2月9日の東京新聞杯に2番人気で出走。好スタートから中段の好位に付き、直線で伸び脚を発揮するもゴール直前ウォーターリヒトの差し脚に屈し2着。
4月12日、ヴィクトリアマイルの前哨戦として阪神牝馬ステークスに出走し、1番人気に推されるが、レースは終始馬群の外を回る形になり、直線で伸びてきたが5着に終わる。
5月18日、第20回ヴィクトリアマイルに出走し、2番人気となる。しかし道中かかってしまい力んだ結果、直線まったく伸びずに16着と大敗してしまう。なお、同競走において同馬を管理する田中良太助手がベストターンドアウト賞に選ばれた。

## 競走成績
以下の内容は、JBISサーチ、netkeiba.comの情報に基づく。
| 競走日     | 競馬場 | 競走名           | 格   | 距離（馬場）  | 頭 数 | 枠 番 | 馬 番 | オッズ （人気） | 着順 | タイム （上がり3F） | 着差 | 騎手        | 斤量 [kg] | 1着馬（2着馬）     | 馬体重 [kg] |
| ---------- | ------ | ---------------- | ---- | ------------- | ----- | ----- | ----- | --------------- | ---- | ------------------- | ---- | ----------- | --------- | ------------------ | ----------- |
| 2023.06.04 | 東京   | 2歳新馬          |      | 芝1600m（稍） | 11    | 4     | 4     | 003.80（2人）   | 01着 | R1:34.6（33.0）     | -0.1 | 0D.レーン   | 55        | （チェルヴィニア） | 446         |
| 0000.10.07 | 東京   | サウジアラビアRC | GIII | 芝1600m（良） | 9     | 3     | 3     | 001.40（1人）   | 02着 | R1:33.7（34.1）     | -0.3 | 0川田将雅   | 55        | ゴンバデカーブース | 454         |
| 2024.04.06 | 中山   | NZT              | GII  | 芝1600m（稍） | 16    | 2     | 3     | 003.20（1人）   | 02着 | R1:34.5（35.1）     | -0.1 | 0武豊       | 55        | エコロブルーム     | 450         |
| 0000.05.05 | 東京   | NHKマイルC       | GI   | 芝1600m（良） | 18    | 3     | 5     | 009.20（3人）   | 17着 | R1:34.9（36.4）     | -2.5 | 0武豊       | 55        | ジャンタルマンタル | 452         |
| 0000.07.28 | 札幌   | クイーンS        | GIII | 芝1800m（稍） | 14    | 1     | 1     | 004.40（2人）   | 02着 | R1:47.4（34.4）     | -0.0 | 0武豊       | 51        | コガネノソラ       | 458         |
| 0000.09.07 | 中山   | 紫苑S            | GII  | 芝2000m（良） | 13    | 7     | 11    | 003.00（1人）   | 03着 | 01:56.8（33.0）     | -0.2 | 0武豊       | 55        | クリスマスパレード | 448         |
| 0000.10.13 | 京都   | 秋華賞           | GI   | 芝2000m（良） | 15    | 10    | 6     | 014.60（5人）   | 02着 | R1:57.4（34.1）     | -0.3 | 0武豊       | 55        | チェルヴィニア     | 448         |
| 2025.02.09 | 東京   | 東京新聞杯       | GIII | 芝1600m（良） | 16    | 2     | 4     | 004.40（2人）   | 02着 | R1:32.7（33.7）     | -0.1 | 0武豊       | 55        | ウォーターリヒト   | 456         |
| 0000.04.12 | 阪神   | 阪神牝馬S        | GII  | 芝1600m（良） | 14    | 6     | 10    | 002.50（1人）   | 05着 | R1:33.0（32.9）     | -0.2 | 0武豊       | 55        | サフィラ           | 448         |
| 0000.05.18 | 東京   | ヴィクトリアM    | GI   | 芝1600m（良） | 17    | 5     | 10    | 006.20（2人）   | 16着 | R1:33.0（34.2）     | -0.9 | 0武豊       | 56        | アスコリピチェーノ | 456         |
| 0000.07.27 | 新潟   | 関屋記念         | GIII | 芝1600m（良） | 18    | 6     | 11    | 005.40（2人）   | 02着 | R1:31.0（32.8）     | -0.0 | 0C.ルメール | 56        | カナテープ         | 456         |

- 競走成績は2025年7月27日現在

## 血統表
| ボンドガールの血統                       | ボンドガールの血統                    | ボンドガールの血統   | （血統表の出典）     | （血統表の出典） |
| 父系                                     | サンデーサイレンス系                  | サンデーサイレンス系 | サンデーサイレンス系 | [ § 2 ]          |
| 父 ダイワメジャー 栗毛 2001 北海道千歳市 | 父の父*サンデーサイレンス 青鹿毛 1986 | Halo                 | Hail to Reason       | Hail to Reason   |
| 父 ダイワメジャー 栗毛 2001 北海道千歳市 | 父の父*サンデーサイレンス 青鹿毛 1986 | Halo                 | Cosmah               |                  |
| 父 ダイワメジャー 栗毛 2001 北海道千歳市 | 父の父*サンデーサイレンス 青鹿毛 1986 | Wishing Well         | Understanding        | Understanding    |
| 父 ダイワメジャー 栗毛 2001 北海道千歳市 | 父の父*サンデーサイレンス 青鹿毛 1986 | Wishing Well         | Mountain Flower      |                  |
| 父 ダイワメジャー 栗毛 2001 北海道千歳市 | 父の母スカーレットブーケ 栗毛 1988    | *ノーザンテースト    | Northern Dancer      | Northern Dancer  |
| 父 ダイワメジャー 栗毛 2001 北海道千歳市 | 父の母スカーレットブーケ 栗毛 1988    | *ノーザンテースト    | Lady Victoria        |                  |
| 父 ダイワメジャー 栗毛 2001 北海道千歳市 | 父の母スカーレットブーケ 栗毛 1988    | *スカーレットインク  | Crimson Satan        | Crimson Satan    |
| 父 ダイワメジャー 栗毛 2001 北海道千歳市 | 父の母スカーレットブーケ 栗毛 1988    | *スカーレットインク  | Consentida           |                  |
| 母 *コーステッド 鹿毛 2014 アメリカ      | 母の父Tizway 黒鹿毛 2005              | Tiznow               | Cee's Tizzy          | Cee's Tizzy      |
| 母 *コーステッド 鹿毛 2014 アメリカ      | 母の父Tizway 黒鹿毛 2005              | Tiznow               | Cee's Song           |                  |
| 母 *コーステッド 鹿毛 2014 アメリカ      | 母の父Tizway 黒鹿毛 2005              | Bethany              | Dayjur               | Dayjur           |
| 母 *コーステッド 鹿毛 2014 アメリカ      | 母の父Tizway 黒鹿毛 2005              | Bethany              | Willamae             |                  |
| 母 *コーステッド 鹿毛 2014 アメリカ      | 母の母Malibu Pier 栗毛 2007           | Malibu Moon          | A.P.Indy             | A.P.Indy         |
| 母 *コーステッド 鹿毛 2014 アメリカ      | 母の母Malibu Pier 栗毛 2007           | Malibu Moon          | Macoumba             |                  |
| 母 *コーステッド 鹿毛 2014 アメリカ      | 母の母Malibu Pier 栗毛 2007           | Blue Moon            | Lomitas              | Lomitas          |
| 母 *コーステッド 鹿毛 2014 アメリカ      | 母の母Malibu Pier 栗毛 2007           | Blue Moon            | To the Rainbow       |                  |
| 母系(F-No.)                              | (FN:16-a)                             | (FN:16-a)            | (FN:16-a)            | [ § 3 ]          |
| 5代内の近親交配                          | アウトブリード                        | アウトブリード       | アウトブリード       | [ § 4 ]          |
| 出典                                     | 1. 2. 3. 4.                           | 1. 2. 3. 4.          | 1. 2. 3. 4.          | 1. 2. 3. 4.      |

- 半兄に2022年共同通信杯勝ち馬のダノンベルーガ（父ハーツクライ）がいる。